# 小川清二
小川 清二（おがわ せいじ、1942年10月29日 - ）は、東京都出身のプロゴルファー。

## 来歴
20歳からゴルフを始め、1969年にプロ入りする。
1970年の日本オープンでは最終日に67をマークし、河野光隆と並んでの7位タイに入った。
1973年の関東オープンでは初日を高橋信雄・陳清波（中華民国）と並んでの3位タイでスタートし、ファーストフライトでは河野高明・尾崎将司、ベン・アルダ（フィリピン）、石井裕士・高橋に次ぐと同時に村上隆・青木功・鷹巣南雄・橘田規を抑えての6位に入った。
1975年の沖縄クラシックでは初日に小雨がぱらつき、10mを超す突風が吹き荒れる悪コンディションの中を3アンダー69で首位に立つ 。2日目には日吉定雄と並んでの9位タイ に後退するが、3日目には内田繁・日吉と並んでの4位タイ に再び浮上し、最終日には吉川一雄と並んでの7位タイ に終わった。
1978年の関東プロでは初日に3アンダー69をマークし、青木・佐藤正一・栗原孝と並んでの7位タイでスタートした。
40歳になってからは1ホールごとを大事にできるようになったと共にヘッドアップしなくなり、プロ15年目の1983年には和歌山オープンで初優勝。
1983年の広島オープンでは初日に66をマークして首位でスタートし、2日目には鈴村照男と並んでの7位タイ、3日目には尾崎将と並んでの6位タイに着け、最終日には68をマークして高橋勝成・尾崎健夫・陳志明（中華民国）に次ぎ、ツアー自己最高の4位に入った。続くジーン・サラゼン ジュンクラシックでは初日を山本洋一・丸山智弘・重信秀人・金子柱憲と並んでの10位タイでスタートし、41歳の誕生日を迎えた3日目には5バーディー、1ボギーの好調なゴルフでベストスコア68をマークし、前日までの14位から一気に首位の尾崎将と1打差の2位まで浮上。同大会までにすでに自己ベストの410万円を獲得し、最終日最終組でのプレーは1975年の沖縄クラシック以来となった。
1984年には千葉県オープンで中島秀徳と並んでの5位タイに入り、飯合肇とペアを組んだアコムダブルスでは3日目に新関善美&藤木三郎ペア・上原宏一&村井進ペア・菊地勝司&浅井教司ペア・松本紀彦&小林恵一ペアと並んでの4位タイに着けた。
1984年の埼玉オープンでは初日に68をマークして栗原雅樹の2位でスタートし、最終日も68で金谷多一郎・美浦修・新井規矩雄・川俣茂・須貝昇を抑えて2勝目 を挙げた。
1984年の東海クラシックでは初日を松井一・中尾豊健・松本、ラリー・ネルソン（アメリカ）、尾崎直道・新関・飯合・長谷川勝治・船渡川育宏と並んでの7位タイでスタートした。
1985年の埼玉オープンでは佐野修一・新井と並んでの4位タイ、1987年の千葉オープンでは牧野裕・中村忠夫・長谷川に次ぐと同時に中尾・磯崎功と並んでの4位タイに入り、1990年の関東プロを最後にレギュラーツアーから引退。
1992年にはBMWクラシックin北海道サム・スニードカップでは小川貞雄、エリュテリオ・ニバル（フィリピン）、ビル・ダンク（オーストラリア）、宮本省三と並んでの9位タイ、近鉄ホームシニア8位、スポーツ振興カップで郭吉雄（中華民国）・人見俊広と並んでの4位タイ、とうきゅうシニアカップでは上田鉄弘・鈴村照男と並んでの2位タイ、鳳凰カップでは鈴村久と並んでの5位タイに入った。
1993年には関東プロシニアで杉本英世と並んでの8位タイ、マルマンシニアでゲーリー・プレーヤー（南アフリカ）と並んでの9位タイ、ヤナセカップでは石井と並んでの8位タイ、アイスターカップ'93では10位、旭国際ヴィンテージでは寺本一郎・宮本と並んでの6位タイ、'93緑営グループ杯シニアでは勝俣功と並んでの8位タイに入った。
1994年は日本プロシニアでは天野勝と並んでの3位タイ、コマツオープンでは天野・ダンクと並んでの2位タイ、HTBシニアでは新井と並んでの2位タイ、名古屋テレビカップでは新井・河野光・鈴村照と並んでの4位タイ、鳳凰カップで謝永郁（中華民国）と並んでの6位タイ、旭国際ヴィンテージでは上田・許渓山（中華民国）・橘田光弘・ダンク・寺本と並んでの7位タイに入った。
1995年は日本プロシニアで郭吉・河野高明・小林富士夫と並んでの9位タイ、HTBシニア7位タイ、コマツ名古屋テレビオープン7位、とうきゅうシニアカップでは新井と並んでの2位タイに入った。
1997年にはTPCスターツシニアで最終日の最終ホールまで金井清一と死闘を繰り広げてシニア初優勝を飾ると、コマツ名古屋テレビオープンでは中山徹を抑えて2勝目を挙げる。
2000年には日本シニアオープンで海老原清治と並んでの4位タイ、2001年のキャッスルヒルオープンでは曽根保夫と並んでの7位タイに入った。　
2017年には病院で前立腺肥大症と診断され、癌の可能性もある中、医師同行でスターツシニアに出場。初日には奥田靖己と同組で、最終18番での執念のバーディでエージシュートを決めた。
2019年には金秀シニア沖縄オープン、関東プロゴールドシニア、日本プロゴールドシニアの3試合に出場して計6ラウンド全てエージシュート達成という快記録を樹立し、スターツシニアも1バーディー・5ボギーの76でエージシュート連続達成ラウンド数を「7」に伸ばした。

## 主な優勝
レギュラー
- 1983年 - 和歌山オープン
- 1984年 - 埼玉オープン

シニア
- 1997年 - スターツシニア、コマツ名古屋テレビオープン
- 2010年 - 日本プロゴールドシニア